# Knoppslevmossa
Knoppslevmossa (Jungermannia caespiticia) är en levermossart som beskrevs av Johann Bernhard Wilhelm Lindenberg. Knoppslevmossa ingår i släktet slevmossor, och familjen Jungermanniaceae. Arten är reproducerande i Sverige.